# Le Dindon (film, 1951)
Pour les articles homonymes, voir Le Dindon (homonymie).
Pour plus de détails, voir Fiche technique et Distribution.
Le Dindon est un film français réalisé par Claude Barma en 1951, d'après la pièce de théâtre Le Dindon de Georges Feydeau.

## Synopsis
Paris à la Belle Époque. Monsieur de Pontagnac, parfait honnête homme, aime trop les jolies femmes et cela lui joue bien des tours. Quel besoin a-t-il de suivre la jolie Lucienne Vatelin, chez elle, pour se retrouver en présence du mari, le notaire Vatelin, qui fait partie de son cercle ? À partir de là, de nombreux personnages vont se rencontrer, s'éviter, se retrouver. Adultère, scènes de ménage et réconciliation seront leur lot.

## Fiche technique
- Réalisation : Claude Barma, assisté de Jean Prat et Roland Coste
- Scénario : d'après la pièce de Georges Feydeau
- Adaptation, dialogues additionnels : Jean Luc
- Décors : Henri Schmitt, assisté de Roger Briaucourt et Jacques Mély
- Costumes et maquettes : Christiane Coste, sous la direction de Mauricette Orain
- Costumière : Noepel et Marcelle Scaïola
- Photographie : Jacques Mercanton
- Opérateur : André Villard, assisté de Max Le Chevallier, Pierre Clément et Barrier
- Musique : Gérard Calvi
- Montage : Florence Manier, assistée de Francine Van de Vièle
- Son : Jacques Legrand
- Réenregistrement : Georges C Espedès
- Maquillage : Maguy Vernadet, assistée de Hugo Svoboda
- Coiffures : Michèle Dumont, assistée de Yvonne Barrier
- Chapeaux exécutés par Janine Laorcie
- Boas de Par-Fan
- Photographe de plateau : Alexandre Sova
- Script-girl : Paulette Lirand
- Régisseur général : Renée Bardon
- Régisseur extérieur : Jean Alexandre
- Accessoiriste : Laguille
- Tournage du 27 août au 2 octobre 1951, dans les studios Eclair à Epinay
- Tirage dans les laboratoires Eclair d'Epinay
- Enregistrement Western-Electric - Sons originaux enregistrés sur bande magnétique Pyral "L'écho du monde"
- Production : Silver Films, Armor Films (France)
- Producteur associé : Les Films J.M.S
- Chef de production : Robert Dorfmann, Fred Orain
- Directeur général : Fred Orain
- Directeur de production : Jean Thery
- Secrétaire de production : Marcelle Leguerrière
- Distribution : Les Films Corona
- Pays :  France
- Format : Noir et blanc - 1,37:1 - 35 mm - Son mono
- Genre : Comédie
- Durée : 85 minutes
- Première présentation :
  - France - 21 novembre 1951

## Distribution
- Nadine Alari : Lucienne Vatelin, la femme de l'avoué
- Jacques Charon : M. de Pontagnac
- Robert Hirsch : Ernest Rédillon
- Jacques Morel : Me Crépin Vatelin, avoué et mari de Lucienne
- Jane Marken : Mme Pinchard
- Pierre Larquey : Jérôme, le domestique de Rédillon
- Denise Provence : Clotilde de Pontagnac
- Jacqueline Pierreux : Armandine
- Fred Pasquali : Narcisse Pascarel
- Gisèle Préville : Maguy Pascarel
- Louis Seigner : le Major Pinchard
- Louis de Funès : Le gérant
- Gaston Orbal : le commissaire
- Paul Bisciglia : Victor, le groom
- Léon Berton : le veilleur de nuit
- Marcel Méral : le second commissaire
- Georges Bever : un client
- Émile Mylo : M. Grossback
- Jean Sylvère : le clerc
- Guy Denancy
- Alain Quercy
- Janine Zorelli